# Patrick O'Meara
Patrick O'Meara (Ciutat del Cap, Sud-àfrica, 8 de setembre de 1947) és un professor d'universitat sud-africà nacionalitzat estatunidenc, especialista en política africana, actualment jubilat.

## Biografia
Es llicencià a la Universitat de Ciutat del Cap i posteriorment ha treballat com a professor del Departament de Ciència Política i de l'Escola d'Afers Públics i Mediambientals de la Universitat d'Indiana, on es doctorà el 1970. Ha estat professor de rus i història de Rússia a la Universitat de Durham.
Ha estat cap de l'Oficina de Programes Internacionals de la Universitat d'Indiana des del 1993 i de la qual és professor i vicepresident emèrit. Aquesta universitat ha concedit beques a estudiants d'arreu del món per a ampliar estudis universitaris als EUA. El 1997 va rebre la Creu de Sant Jordi i ha rebut també la medalla de la Universitat de Varsòvia, doctorat honoris causa per la Universitat de Thailàndia i la Medalla d'Or del Mèrit de la República d'Hongria. El 2007 fou nomenat vicepresident d'afers internacionals de la Universitat d'Indiana.

## Obres
- Rhodesia: Racial Conflict or Co-existence? (1975)
- International Politics in Southern Africa (1982)
- Southern Africa in Crisis (1977)
- African Independence; the First Twenty-Five Years (1985)
- Africa (1995)
- Globalization and the Challenges of a New Century (2000)
- Changing Perspectives on International Education (2001)